# Stiftsviertel (Einheit)
Das Hof- oder Stiftsviertel war ein Volumenmaß für Getreide im Schweizer Kanton Luzern. 
- Horw 1 Hof- und/oder Stiftsviertel = 1346 Pariser Kubikzoll = 26,7 Liter
- Willisau 1 Hof- und/oder Stiftsviertel = 1352 Pariser Kubikzoll
- Sursee 1 Hof- und/oder Stiftsviertel = 1135 Pariser Kubikzoll
- Münster 1 Hof- und/oder Stiftsviertel = 1132 Pariser Kubikzoll

Das normale oder Stadtviertel im Kanton war etwa 8 Liter größer.
- 1 Viertel = 1752 Pariser Kubikzoll = 34,7533 Liter